# 每當想見你的時候...
《每當想見你的時候...》，是日本摇滚樂團ZARD的第20張單曲和代表作之一。1997年2月26日發行。

## 簡介
初動銷量再度突破30萬張，空降Oricon公信榜亞軍（該週冠軍為安室奈美惠《CAN YOU CELEBRATE?》，是該作連續第二週稱冠）。
最終銷量超越前作《Don't you see!》，達63萬張。從《別認輸》到此作為止，ZARD連續15張單曲的銷量都突破50萬張。

## 收錄曲
1. 每當想見你的時候...（君に逢いたくなったら…）
作詞：坂井泉水
作曲：織田哲郎
編曲：葉山武
  - 被用作TBS電視台大熱連續劇《理想的結婚》的主題曲[2][注 1]，是《Just believe in love》以來再次與電視劇Tie-up的單曲。
  - 此作原本是打算為新人歌手創作，最終輾轉地變成ZARD主唱[3]。
  - 與前作《Don't you see!》一樣，被收錄在精選專輯《ZARD BLEND 〜SUN&STONE〜》之中，並且與專輯的版本混音稍有差異（單曲版本混音工作由相原雅之擔任）。
  - MV部份片段在攝影棚裏進行拍攝，場景被打造成日常生活空間，坂井泉水在裏面畫畫、開香檳、看書、玩球、唱這首歌，另外還交織著坂井在陽光下微笑（《宛如等待夏日的風帆》的PV也有採用）和她去摩納哥旅行的片段（《敞開心扉》的PV也有採用）。
2. 想要相信愛 （愛を信じていたい）
作詞：坂井泉水
作曲・編曲：德永曉人
  - 在2007年坂井逝世後發行的單曲《Glorious Mind》也有收錄，由葉山武重新編曲。
3. 每當想見你的時候...（Original Karaoke）
作詞：坂井泉水
作曲：織田哲郎
編曲：葉山武
4. 想要相信愛（Original Karaoke）
作詞：坂井泉水
作曲・編曲：德永曉人